# Касим, Ясер
Ясер Сафа Касим аль-Кадефадже (англ. Yaser Safa Qasim Al-Qadefaje; 10 мая 1991, Багдад) — иракский футболист, опорный полузащитник клуба «Эребру» и сборной Ирака.

## Карьера

### Клубная карьера
Родился в багдадском районе Каррада, там же начинал играть в футбол. В 2007 году перебрался в Англию и присоединился к юношескому составу «Тоттенхэм Хотспур», но в 2010 году покинул команду.
В октябре 2010 года подписал краткосрочный контракт с «Брайтон энд Хоув Альбион», впоследствии несколько раз продлевал контракт. Дебютный матч в новой команде сыграл 7 мая 2011 года против «Ноттс Каунти», этот матч остался для игрока единственным в лиге в составе «Брайтона». Также на счету полузащитника один матч в Кубке Англии, 7 января 2012 года против «Рексэма».
В июле 2012 года был отдан в полугодичную аренду в «Лутон Таун», выступавший в Конференции. Касим регулярно играл за команду и в предсезонных матчах, и в чемпионате, официальный дебют состоялся 11 августа 2012 года в матче против «Гейтсхеда». В феврале 2013 года отдан в месячную аренду в «Маклсфилд Таун», также выступавший в Конференции, за это время сыграл 5 матчей. После возвращения в «Брайтон», контракт с футболистом был расторгнут в мае 2013 года.
Летом 2013 года подписал трёхлетний контракт с «Суиндон Таун» и стал игроком основного состава клуба. 30 августа 2014 года в матче против «Ковентри Сити» вышел на поле с капитанской повязкой (из-за того, что игру пропускал дисквалифицированный Нэтан Томпсон) и стал первым в истории иракским футболистом в качестве капитана английского профессионального клуба.
4 июля 2017 года подписал двухлетний контракт с «Нортгемптон Таун».

### Карьера в сборной
В первой сборной Ирака дебютировал 5 марта 2014 года в отборочном матче Кубка Азии против сборной Китая. Первый гол забил 17 ноября 2014 года в игре Кубка Персидского залива против команды Омана.
В январе 2015 года принимал участие в финальном турнире Кубка Азии и стал его полуфиналистом. На турнире принял участие в пяти матчах и забил один гол — победный гол в ворота сборной Иордании на групповой стадии.

## Достижения
- Лучший футболист Ирака 2015[13][14]